# 岩手可愛電視台
株式会社岩手可愛電視台（日语：／ Iwate Menkoi Terebi */?）是日本一家以岩手縣為放送對象地域的電視台。簡稱mit。本部位于盛岡市。呼出訊號為JOYH-DTV。數位電視為JOYH-DTV。是FNN·FNS的成員。設立于1990年（平成2年）4月10日，開播于1991年（平成3年）4月1日，是岩手縣第三家民營電視台。
是日本東北地方的方言，意為「可愛」。該台奇特的台名在當時的日本也曾掀起一陣話題。

## 外部連結
- 岩手可愛電視台官方網站 （页面存档备份，存于）
- 岩手可愛電視台的X（前Twitter）
- 岩手可愛電視台的Facebook專頁
- YouTube上的menkoichannel頻道